# Marty Robbins 420 1983
Marty Robbins 420 1983 var ett stockcarlopp ingående i Nascar Winston Cup Series (nuvarande Nascar Cup Series) som kördes 7 maj 1983 på den 0,596  mile (959,17 meter) långa ovalbanan Nashville International Raceway i Nashville, Tennessee. Loppet vanns av Darrell Waltrip i en Chevrolet på tiden 3:32.23 med en medelhastighet på 70,717 mph, körande för Johnson Hodgdon Racing. Waltrip var vid målgången den enda föraren som låg på ledarvarvet.
Loppet är uppkallat efter countryartisten och stockcarföraren Marty Robbins som avled i sviterna av en hjärtinfarkt 8 december 1982. Robbins var en hängiven beundrare av motorsport. Han tävlade själv sporadiskt i Nascars högsta serie 1966-1982 och körde 35 lopp. Han finansierade motorsporten med pengar från sin framgångsrika musikkarriär. Han körde sitt sista lopp 7 november 1982 på Atlanta International Raceway, endast en månad före sin död.

## Resultat
| Plc     | Nr | Förare          | Team/ bilägare           | Konstruktör | Start | Varv | Ledda varv |
| ------- | -- | --------------- | ------------------------ | ----------- | ----- | ---- | ---------- |
| 1       | 11 | Darrell Waltrip | Johnson Hodgdon Racing   | Chevrolet   | 1     | 420  | 382        |
| 2       | 22 | Bobby Allison   | DiGard Motorsports       | Buick       | 11    | 419  | 38         |
| 3       | 33 | Harry Gant      | Mach 1 Racing            | Buick       | 5     | 419  | 0          |
| 4       | 2  | Morgan Shepherd | Jim Stacy                | Buick       | 12    | 418  | 0          |
| 5       | 9  | Bill Elliott    | Melling Racing           | Ford        | 10    | 416  | 0          |
| 6       | 43 | Richard Petty   | Petty Enterprises        | Pontiac     | 18    | 415  | 0          |
| 7       | 98 | Joe Ruttman     | Benfield Racing          | Buick       | 8     | 415  | 0          |
| 8       | 44 | Terry Labonte   | Hagan Enterprises        | Chevrolet   | 6     | 414  | 0          |
| 9       | 47 | Ron Bouchard    | Race Hill Farm Team      | Buick       | 15    | 414  | 0          |
| 10      | 27 | Tim Richmond    | Blue Max Racing          | Pontiac     | 4     | 412  | 0          |
| 11      | 17 | Sterling Marlin | Hamby Racing             | Pontiac     | 13    | 412  | 0          |
| 12      | 52 | Jimmy Means     | Jimmy Means Racing       | Chevrolet   | 25    | 411  | 0          |
| 13      | 75 | Neil Bonnett    | RahMoc Enterprises       | Chevrolet   | 2     | 411  | 0          |
| 14      | 3  | Ricky Rudd      | Richard Childress Racing | Chevrolet   | 3     | 410  | 0          |
| 15      | 41 | Ronnie Thomas   | Ronnie Thomas            | Pontiac     | 11    | 408  | 0          |
| 16      | 67 | Buddy Arrington | Buddy Arrington          | Chrysler    | 19    | 407  | 0          |
| 17      | 7  | Kyle Petty      | Petty Enterprises        | Pontiac     | 17    | 406  | 0          |
| 18      | 70 | J.D. McDuffie   | J.D. McDuffie            | Pontiac     | 26    | 408  | 0          |
| 19      | 48 | Trevor Boys     | Hylton Engineering       | Chevrolet   | 24    | 400  | 0          |
| 20      | 88 | Geoffrey Bodine | Cliff Stewart Racing     | Pontiac     | 9     | 359  | 0          |
| 21      | 6  | Mark Martin     | D. K. Ulrich             | Buick       | 14    | 350  | 0          |
| 22      | 19 | Steve Gray      | Steve Gray               | Buick       | 29    | 296  | 0          |
| 23      | 02 | Rick Newsom     | Reeder Racing            | Buick       | 28    | 280  | 0          |
| 24      | 15 | Dale Earnhardt  | Bud Moore Engineering    | Ford        | 7     | 258  | 0          |
| 25      | 90 | Dick Brooks     | Donlavey Racing          | Ford        | 21    | 120  | 0          |
| 26      | 86 | Darryl Sage     | Darryl Sage              | Chevrolet   | 20    | 111  | 0          |
| 27      | 71 | Dave Marcis     | Dave Marcis              | Chevrolet   | 16    | 94   | 0          |
| 28      | 64 | Tommy Gale      | Langley-Woodfield Racing | Ford        | 23    | 30   | 0          |
| 29      | 26 | Ronnie Hopkins  | Henderson Motorsports    | Chevrolet   | 27    | 11   | 0          |
| Källor: |    |                 |                          |             |       |      |            |

## Poängställning efter loppet
| Pos.    | Förare          | Poäng | Diff |
| ------- | --------------- | ----- | ---- |
| 1 ▬     | Harry Gant      | 1352  |      |
| 2 ▬     | Bobby Allison   | 1346  | -6   |
| 3 ▲ 1   | Joe Ruttman     | 1262  | -90  |
| 4 ▼ 1   | Neil Bonnett    | 1259  | -95  |
| 5 ▬     | Bill Elliott    | 1248  | -104 |
| 6 ▬     | Richard Petty   | 1215  | -137 |
| 7 ▬     | Dick Brooks     | 1146  | -206 |
| 8 ▲ 4   | Darrell Waltrip | 1138  | -214 |
| 9 ▼ 1   | Ricky Rudd      | 1134  | -218 |
| 10 ▼ 1  | Terry Labonte   | 1127  | -225 |
| Källor: |                 |       |      |

- Notering: Endast de tio främsta i förarmästerskapet redovisas.